# 妮基·齐格尔迈耶
妮基·齐格尔迈耶（英語：Nikki Ziegelmeyer，1975年9月24日—），美国女子短道速滑运动员。她曾代表美国参加1992年和1994年冬季奥林匹克运动会短道速滑比赛，获得一枚银牌和一枚铜牌。